# Gold Coast United Football Club
Il Gold Coast United FC è una società australiana del Queensland, fondata nel 2008. Ha partecipato due volte all'A-League nelle stagioni 2010-2011 e 2011-2012.
Milita in NPL Queensland, la terza divisione del campionato calcistico australiano.

## Storia
La società avrebbe potuto già esordire nel massimo campionato australiano già nella stagione 2008-2009 ma la Federazione calcistica australiana aveva previsto un aumento del numero delle squadre partecipanti alla Hyundai A-League (precisamente da 8 squadre a 10) soltanto nella stagione successiva.

## Colori sociali
I colori della squadra sono il giallo e il blu.

## Palmarès

### Altri piazzamenti
- Campionato australiano:

Terzo posto: 2010-2011

## Rosa 2010-2011
| N. |                           | Ruolo | Calciatore        |
| -- | ------------------------- | ----- | ----------------- |
| 1  | Nuova Zelanda (bandiera)  | P     | Glen Moss         |
| 20 | Australia (bandiera)      | P     | Scott Higgins     |
| 3  | Australia (bandiera)      | D     | Michael Thwaite   |
| 4  | Australia (bandiera)      | D     | Daniel Piorkowski |
| 16 | Australia (bandiera)      | D     | Kristian Rees     |
| 24 | Inghilterra (bandiera)    | D     | John Curtis       |
| 13 | Paesi Bassi (bandiera)    | D     | Bas van den Brink |
| 22 | Costa d'Avorio (bandiera) | D     | Adama Traore      |
| 5  | Brasile (bandiera)        | C     | Robson            |
| 8  | Brasile (bandiera)        | C     | Anderson          |
| 6  | Australia (bandiera)      | C     | Dino Đulbić       |
| 7  | Australia (bandiera)      | C     | Zenon Caravella   |

| N. |                      | Ruolo | Calciatore        |
| -- | -------------------- | ----- | ----------------- |
| 10 | Australia (bandiera) | C     | Jason Čulina      |
| 2  | Australia (bandiera) | C     | Steve Pantelidis  |
| 17 | Australia (bandiera) | C     | Matthew Osman     |
| 18 | Australia (bandiera) | C     | James Brown       |
| 23 | Australia (bandiera) | C     | Steve Fitzsimmons |
|    | Germania (bandiera)  | C     | Peter Perchtold   |
| 11 | Australia (bandiera) | A     | Bruce Djite       |
| 14 | Australia (bandiera) | A     | Joel Porter       |
| 15 | Australia (bandiera) | A     | Tahj Minniecon    |
| 19 | Australia (bandiera) | A     | Andrew Barisić    |
| 21 | Australia (bandiera) | A     | Gol-Gol Mebrahtu  |
| 25 | Australia (bandiera) | A     | Chris Broadfoot   |